# Jeremias Herfort
Jeremias Herfort oder Jeremias Herffurt (geboren vor 1680; begraben 6. November 1725 in Celle) war ein deutscher Silberarbeiter und Goldschmied. Seine Meisterzeichen zeigen teils das Monogramm IH in einem Herz oder einem Rechteck oder ein nach links springendes Pferd mit Jahreskürzel in einem Kreis. Auch bekannt ist seine Meistermarke als hohes Oval, darin ein mit drei spitbedachten und teils kreuzbekrönten Zinnen versehenes Stadttor, in dem nach links ein Pferd steigt. Arbeiten Herforts finden sich unter anderem im Bomann-Museum in Celle.

## Leben und Werk
Herfort führte im Celler Raum spätestens ab 1680 Arbeiten für verschiedene Auftraggeber und Stifter insbesondere von Ausstattungs-Objekten für evangelische und katholische Kirchen aus. Aus seiner ersten Ehe ging der 1685 getaufte Sohn Friedrich Matthias hervor.
Nachdem das Celler Goldschmiedeamt erneut aufgerichtet worden war, zahlte Herfort am 26. Februar 1694 die Summe von 7 Reichsthalern für einen neuen Amtsbrief. Nachdem er 1702 Viermann geworden war, heiratete er am 6. Juni 1703 in zweiter Ehe eine Witwe.

## Bekannte Werke
Aufgrund des zeitweilig mitunter „I.M.“ gelesenen Meisterzeichens lassen sich folgende Arbeiten nachweisen oder zuschreiben:
- 1680 von Adam Tüncke, „Zellens(is)“, gestiftete Oblatendose[1] beziehungsweise Oblatenschüssel in der St.-Cyriakus-Kirche[2] in Groß Hehlen; dort nicht mehr vorhanden, aber im Inventar-Manuskript aufgeführt[1]
- 1681, Hohne:
  - Kelch-Stiftung zur Erinnerung an Fräulein Catharina Pott „Neoburgensis“ in Hohne[1]
  - 14,2 cm durchmessende Patene, der Rand mit Signakel[1]
- 1690 von Moritz Hermann von Haxthausen gestiftete, 20 cm hohe Abendmahlskanne, teilvergoldet; in Hohne[1]
- 1691 datierter Kelch in Veerßen[1]
- 5. Juni 1692 datierte und mit „H. A. Breiger F. R. V. A.“ bezeichnete, ovale Oblatendose mit Sprüchen aus der Bibel; 14,7 × 11,5 cm; Winsen (Aller)[1]
- 1706: Kelch, der ungewöhnlicherweise mit einem vierten Stempel „12“ nochmals die 12-Lötigkeit bescheinigt; Eddesse[1]
- 1709: Kelch mit den Hinweis „wiegt 41 lot 8 q(uentin)“; Dörverden; im dortigen Inventar-Verzeichnis auf Seite 12 abgebildet[1]
- 1713 von Lucas de Boucco gestifteter teilvergoldeter, 25 cm hoher Kelch; Celler Ludwigs-Kirche; bei dessen Abbildung im Celler Heimatkalender von 1934 wurde das Meisterzeichen versehentlich als „MZ“ angegeben.[1]
- 1714 datierte, 10,5 cm durchmessende zylindrische Oblatendose, mit Wappen und den Buchstaben „A L V E, S M V B“; Schwarmstedt[1]